# Кирбичу
Кирбичу чечен. Кӏир Бе Чу — родовое поселение в Галанчожском районе Чеченской Республики.

## География
Аул Кирбичу расположен к юго-востоку от районного центра Галанчож.
Ближайшие развалины аулов: на юго-западе — аулы Кирбит и Ами, на юго-востоке — аул Хайбах, на северо-востоке — аул Тестерхой.

## История
Аул Кирбичу ликвидирован в 1944 году во время депортации чеченцев. После восстановления Чечено-Ингушской АССР чеченцам было запрещено возвращаться в свои исконные районы: Галанчожский, Шатойский и Итум-Калинский.